# Durand de Pontevès
Durand de Pontevès, seigneur de Flassans, est un capitaine catholique des guerres de religion, qui a guerroyé en Provence.
Il est engagé par les catholiques provençaux après le saccage de la cathédrale d’Orange.

## Sources
1. ↑  Jacques Cru, Histoire des Gorges du Verdon jusqu’à la Révolution, coédition Édisud et Parc naturel régional du Verdon, 2001,  (ISBN 2-7449-0139-3), p. 196